# Histoire vivante
Histoire vivante est une émission de radio quotidienne diffusée du lundi au vendredi sur RTS La Première, présentée et produite par Anaïs Kien et déclinée en une émission hebdomadaire sur RTS Deux, ainsi que dans la presse écrite par La Liberté, où existe une rubrique qui publie chaque vendredi un article. L'émission fût présentée par Jean Leclerc jusqu'en 2021, puis par Laurent Huguenin-Élie jusqu'en juin 2023.
La radio (RTS La Première), la télévision (RTS Deux) et la presse (La Liberté) collaborent pour remettre en perspective un fait marquant de l'histoire contemporaine.
L'émission a notamment eu pour invités Jean-Charles Deniau (2009), Thierry Michel (2011), Chantal Picault (2014), Pascal Vasselin (2014), Geoffroy de Lagasnerie (2015), Yves Bonnet (2015), Anne-Françoise Garçon (2015) et Stéphanie Gibaud (2015).